# بناونچر کالو
بناونچر کالو (هلندی: Bonaventure Kalou؛ زادهٔ ۱۲ ژانویهٔ ۱۹۷۸) یک بازیکن فوتبال اهل ساحل عاج است.
وی همچنین در تیم‌های ملی فوتبال ساحل عاج ساحل عاج بازی کرده‌است.